# Saint-Martin-du-Clocher

Saint-Martin-du-Clocher este o comună în departamentul Charente, Franța. În 1 ianuarie 2022 avea o populație de 124 de locuitori.